# John Friedlander
Pour les articles homonymes, voir Friedlander.
John Benjamin Friedlander est un mathématicien canadien né le 4 octobre 1941, spécialisé en théorie analytique des nombres.

## Biographie
Il reçoit son Bachelor of Science de l'Université de Toronto en 1965, son Master de l'Université de Waterloo en 1966, et son Doctorat de l'Université d'État de Pennsylvanie en 1972. Il est conférencier au Massachusetts Institute of Technology en 1974-76 et travaille à la faculté de l'Université de Toronto depuis 1977, où il est professeur de 1987 à 1991. Il a également passé plusieurs années à l'Institute for Advanced Study où il collabore avec Enrico Bombieri et de nombreux autres chercheurs.
En 1997, conjointement avec Henryk Iwaniec, Friedlander a prouvé qu'une infinité de nombres premiers peuvent être obtenus comme la somme d'un carré et d'une puissance quatrième : {\displaystyle a^{2}+b^{4}},.
Friedlander et Iwaniec améliorent la technique du "tamis asymptotique" d'Enrico Bombieri pour construire leur preuve.

## Prix et récompenses
En 1999, Friedlander reçoit le prix Jeffery-Williams.
En 1988, Friedlander devient membre de la Société royale du Canada.
En 2002, Prix CRM-Fields-PIMS
En 2012 il devient membre de la Société mathématique américaine.

## Sélection de publications
- (en) John Friedlander et Henryk Iwaniec, Opera de Cribro, Providence, American Mathematical Society, 2010, 527 p. (ISBN 978-0-8218-4970-5, lire en ligne)

## Notices
- Ressources relatives à la recherche :   - Digital Bibliography & Library Project
  - Mathematics Genealogy Project
- Notices d'autorité :   - VIAF
  - ISNI
  - IdRef
  - LCCN
  - GND
  - Pologne
  - Israël
  - NUKAT